# Bureau of Alcohol, Tobacco, Firearms and Explosives
Pour les articles homonymes, voir ATF.

Ancien logo (2002).

Le Bureau of Alcohol, Tobacco, Firearms and Explosives (« Bureau de l'alcool, du tabac, des armes à feu et explosifs »), anciennement Bureau of Alcohol, Tobacco and Firearms (ATF) jusqu'en 2003, est le service fédéral des États-Unis chargé de la mise en application de la loi sur les armes, les explosifs, le tabac et l'alcool, et de la lutte contre leur trafic. L'ATF dispose pour cela de plusieurs SWAT Teams portant le nom de Special Response Teams (SRT).
Cette agence dépendant du département de la Justice des États-Unis emploie environ 5 000 personnes et dispose d'un budget annuel d'un milliard de dollars américains.

## Histoire de l'ATF
L'ancêtre de l'ATF, fondé en 1886 sous l'appellation de Revenue Laboratory, fait alors partie du département du Trésor des États-Unis au sein de l'Internal Revenue Service. Dans les années 1920, il devient le Bureau of Prohibition et devient une agence indépendante au sein du département du Trésor en 1927, avant d'être transféré au département de la Justice, où il devient brièvement une division du FBI en 1933.
Lorsque le Volstead Act est abrogé en décembre 1933, l'unité revient dans le giron du département du Trésor où il devient l’Alcohol Tax Unit of the Bureau of Internal Revenue. L'agent spécial Eliot Ness et plusieurs membres des « Incorruptibles », qui avaient travaillé pour le Prohibition Bureau alors que le Volstead Act était toujours en vigueur, sont transférés à l'ATU. En 1942, l'ATU est également chargé de faire respecter les lois fédérales sur les armes à feu.
Au début des années 1950, le Bureau of Internal Revenue est rebaptisé Internal Revenue Service (IRS) et l'ATU est également chargé de l'application de la loi sur les taxes relatives au tabac. À cette époque le nom de l'ATU devient Alcohol and Tobacco Tax Division (ATTD).
En 1968, lorsqu'est voté le Gun Control Act, l'agence change à nouveau de nom pour devenir l’Alcohol, Tobacco, and Firearms Division of the IRS et c'est alors qu'on commence à faire référence à elle en employant l'acronyme « ATF ».
En 2011, le Congrès enquête sur l'opération Fast and Furious dirigée par l'ATF, qui visait à infiltrer le trafic d'armes à destination du Mexique, et notamment vers le cartel de Sinaloa. L'affaire coûta son poste, en août 2011, au dirigeant de l'ATF.
L'ATF a procuré des milliers d'armes de guerre aux cartels mexicains, en particulier au cartel de Sinaloa, à partir de 2006. À travers son projet « Gunrunner » (« trafiquant d’armes ») et l’opération « Fast and Furious », l’ATF a permis à des contrebandiers liés aux narcotrafiquants de se procurer des armes aux États-Unis et de les faire passer de l’autre côté de la frontière, dans le but de suivre leur trace. Le programme a suscité une polémique lorsque des agents de l'United States Border Patrol ont été tués avec des armes fournies aux narcotrafiquants par l'ATF.